# Antoine Courtois
Antoine Courtois, fransk tillverkare av brassinstrument med rötter tillbaka till 1789. Nuvarande firman har funnits sedan 1803 och är grundad av Antoine Courtois (1770-1855). Deras produktion av brassinstrument består av Trumpeter, Kornetter, Flygelhorn, Tromboner, Eufonium, Tubor och Saxhorn. Företaget har även tagit över ägarskapet av den tidigare brittiska tillverkaren av brassinstrument Besson vars produktion för närvarande ligger nere men som troligen kommer att återupptas.